# Umaid Bhawan

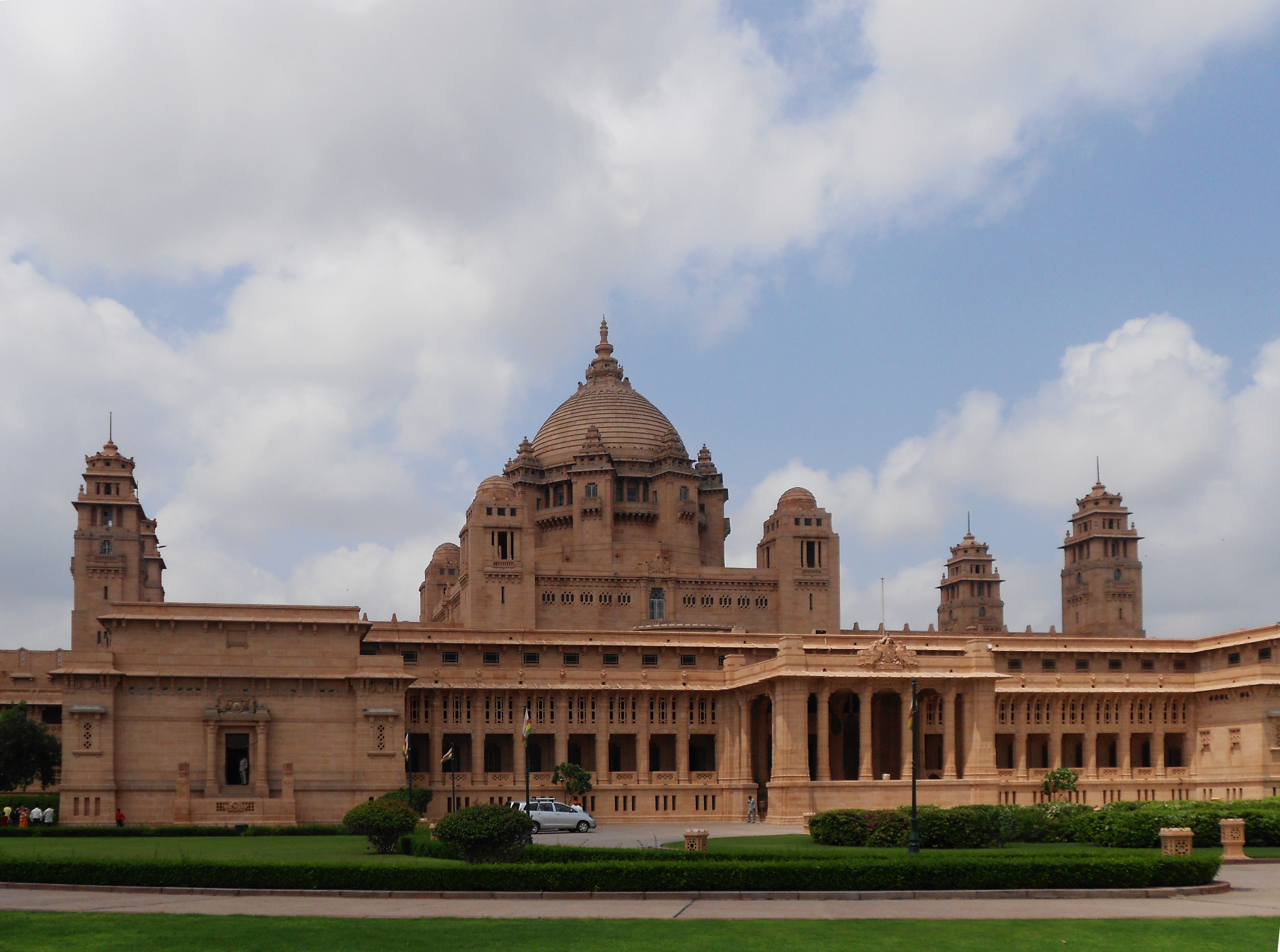
Umaid Bhawan

Umaid Bhawan – pałac w Dźodhpur, w stanie Radżastan, w północno-zachodnich Indiach. Jedna z największych na świecie prywatnych rezydencji (210 m szerokości, 111 m wysokości), posiadająca 347 pomieszczeń. Pałac był budowany w latach 1929–1943. W latach 1943–1947 w Umaid Bhawan pracował Stefan Norblin wykonując projekty aranżacji wnętrza pałacu i dekorując ściany malowidłami. Jego autorstwa są między innymi malowidła ścienne w Sali Tronowej – Orientalnej, w holu pałacu i malowidło na szkle w sypialni maharani. W latach 2006–2010 prowadzone były prace konserwatorskie dzieł Norblina pod kierunkiem Józefa Stecińskiego. Obecnym właścicielem pałacu jest Maharadża Gadź Singhdźi II Sahib Bahadur. Pałac podzielony jest na trzy części – luksusowy hotel, rezydencję byłej rodziny królewskiej oraz muzeum skupiające się na historii rodziny królewskiej w XX w.